# 峨眉薹草
峨眉薹草（学名：Carex omeiensis）是莎草科薹草属的植物，是中国的特有植物。分布于中国大陆的陕西、四川南部、湖北、湖南西北部等地，生长于海拔1,800米的地区，常生于山坡路旁、山谷水旁或林下潮湿处，目前尚未由人工引种栽培。

## 异名
- Carex omeiensis Tang et Wang f. debilis Tang
- Carex omeiensis Tang et Wang var. multifascula Q. S. Wang